# 祝渓聖寿
祝渓聖寿（しゅくけい せいじゅ）は、室町時代後期の尼僧、尼五山の通玄寺曇華院主。
足利義視の娘であり、兄弟には室町幕府10代将軍足利義稙がいた。「祝渓聖寿」は法名。文明9年 (1477年) に通玄寺の子院曇華院に入室する。その後、兄弟の義稙が征夷大将軍になると幕府内外に発言力を持った。明応の政変後には、一時京を離れるなど政争に巻き込まれることもあったが、義稙が京に戻り再度将軍に任じられた後は、天文14年（1545年）に死去するまで曇華院主として高い地位にいた。

## 生涯
父は足利義視。母親や具体的な生年は明らかではない。兄弟は5人ほど知られており、その中には室町幕府10代将軍の足利義稙(義材・義尹)がいた。
祝渓聖寿は応仁の乱の後半にあたる文明9年 (1477年) に、父が総大将であった西軍から東軍方へ移され、曇華院に入室した。そのため「曇華院殿」と呼ばれる。曇華院は尼寺であり、尼五山に含まれる通玄寺の子院であった。この時に足利義政と日野富子の猶子となっており、祝渓聖寿の入室は応仁の乱で対立していた義視 - 義政間の和平交渉の一環と考えられている。
延徳元年 (1489年) 、9代将軍足利義尚の没後、義視・義稙父子が上洛した際には、祝渓聖寿がいた通玄寺が義視父子の居住地とされた。義稙は10代将軍となった後も1年ほど、父義視も亡くなるまで通玄寺にいたため通玄寺は政治の中心地となり、「通玄御所」と呼ばれるようになった。祝渓聖寿も義稙への取次、特に五山十刹などの住持を任命する補任状（公帖）発給の仲立てや、所領問題に関する幕府の意向伝達を行うなど、義稙政権と近い位置にいた。また、延徳2年（1490年）、筑前国妙楽寺の遣朝鮮使節が派遣される際には、遣朝鮮国書の作成に干渉した。
明応2年 (1493年) 4月に明応の政変が起こると、祝渓聖寿と通玄寺も巻き込まれた。曇華院は義稙弟義覚が門主であった三宝院とともに破却され、祝渓聖寿自身も衣装をはぎ取られるなどの被害にあった。さらに上原元秀邸に幽閉された義稙が逃亡した際には、その逃亡に関与したのではないかと疑われたため、日野富子を頼り保護を受けた。聖寿はその後、越中国へ逃亡した義稙を訪ね、さらに義稙が周防国へと滞在先を変えた際には、義稙を追い明応9年（1500年）に周防国へ移った。
永正5年（1508年）、義稙が京に帰還し復権することで、祝渓聖寿も上洛した。聖寿は帰洛後も幕府内外に発言力を持ち続けた。
永正15年（1518年）、京の政治抗争に伴い上洛した細川澄元重臣の三好之長が細川高国に攻められた際には、祝渓聖寿は曇華院に逃げ込んだ之長を匿い、高国方による引き渡しの要求を拒んだ。この時、祝渓聖寿は自身が自害してでも之長の引き渡しには応じないとの態度をとったとされる。最終的に之長は投降し殺害されたが、この之長の処遇をめぐり義稙と祝渓聖寿との関係は悪化した。
天文14年（1545年）10月28日に死去したと考えられており、晩年は足利将軍一族のなかで長老格として敬われていた。